# Chiesa dei Santi Pietro e Solutore
La chiesa dei Santi Pietro e Solutore è la parrocchiale di Romano Canavese, in città metropolitana di Torino e diocesi di Ivrea; fa parte della vicaria Calusiese-Strambinese. 
L'edificio risale al XIX secolo.

## Storia

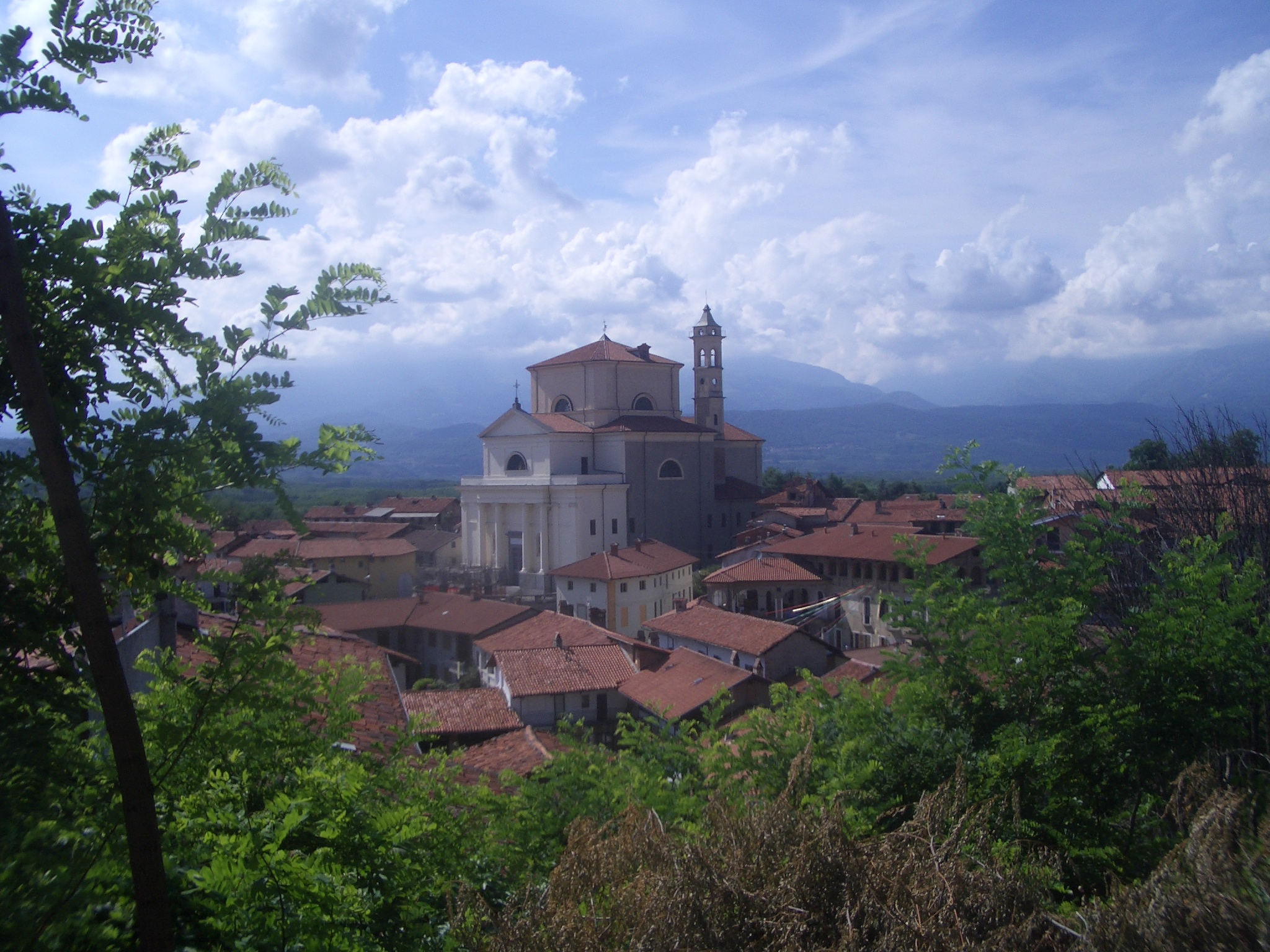
La chiesa in un'immagine del 2009

Nel 1818 le due parrocchie in cui Romano era organizzata, la parrocchia di San Solutore e la parrocchia di San Pietro, vennero unificate e il ruolo di parrocchiale passò alla chiesa di San Pietro, meglio collocata all'interno del paese. La chiesa rimasta era tuttavia troppo piccola per accogliere l'accresciuto numero di fedeli.
Un disegno per una nuova chiesa, redatto dell'architetto torinese Ferdinando Bonsignore, autore della Chiesa della Gran Madre di Dio a Torino a cui fin dal 1820 era stato assegnato il ruolo di progettista, rimase inizialmente non eseguito.
Nel 1829 vennero infine avviati i lavori di costruzione della nuova chiesa secondo il progetto sviluppato dall'architetto Maurizio Storero, già autore del Teatro Civico di Ivrea. I lavori vennero portati a termine dall'architetto eporediese Giovanni Pessatti nel 1842, portando all'inaugurazione e consacrazione della chiesa nel 1843.

## Descrizione
La chiesa presenta un'architettura neoclassica.

## Galleria d'immagini

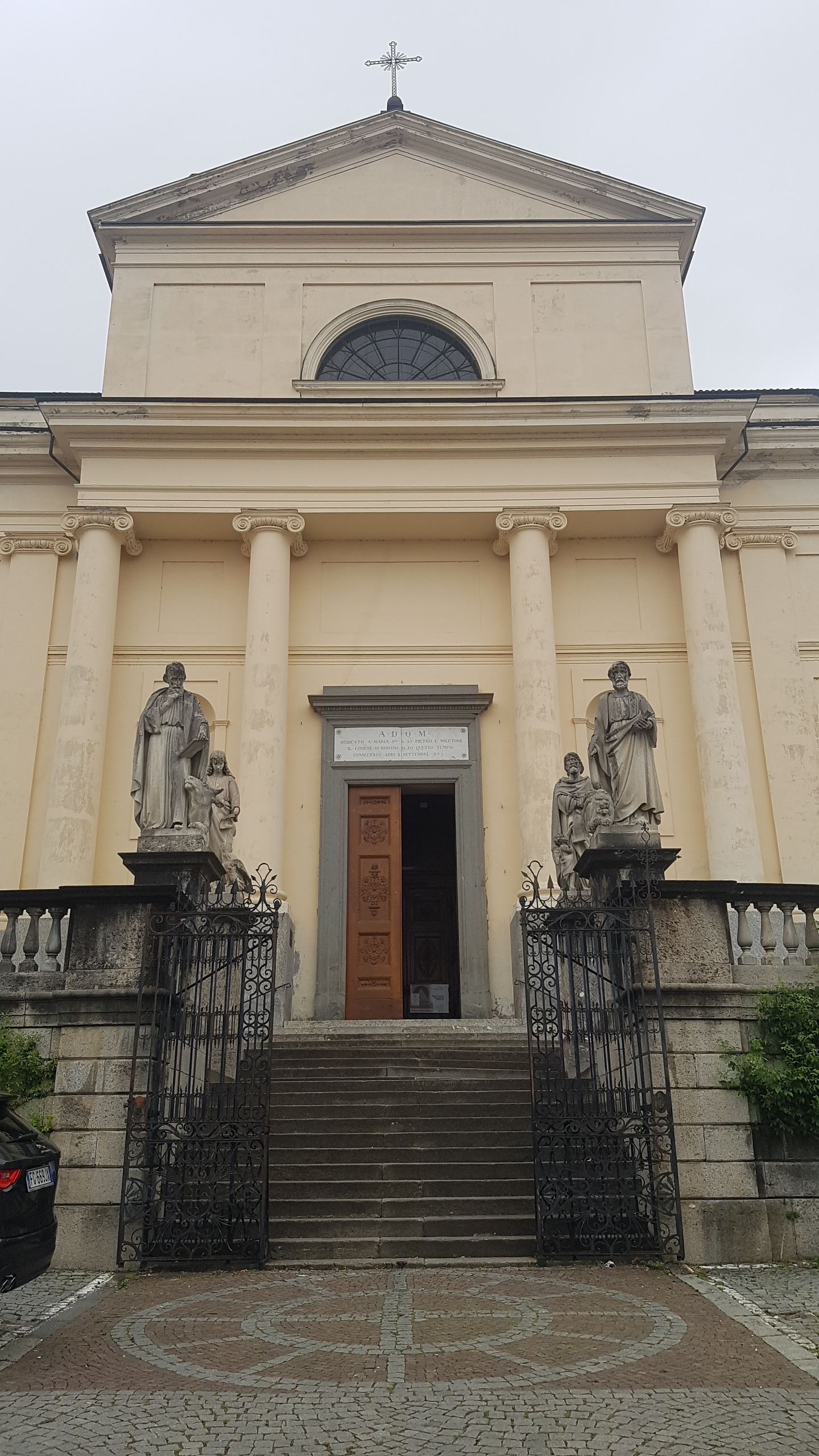
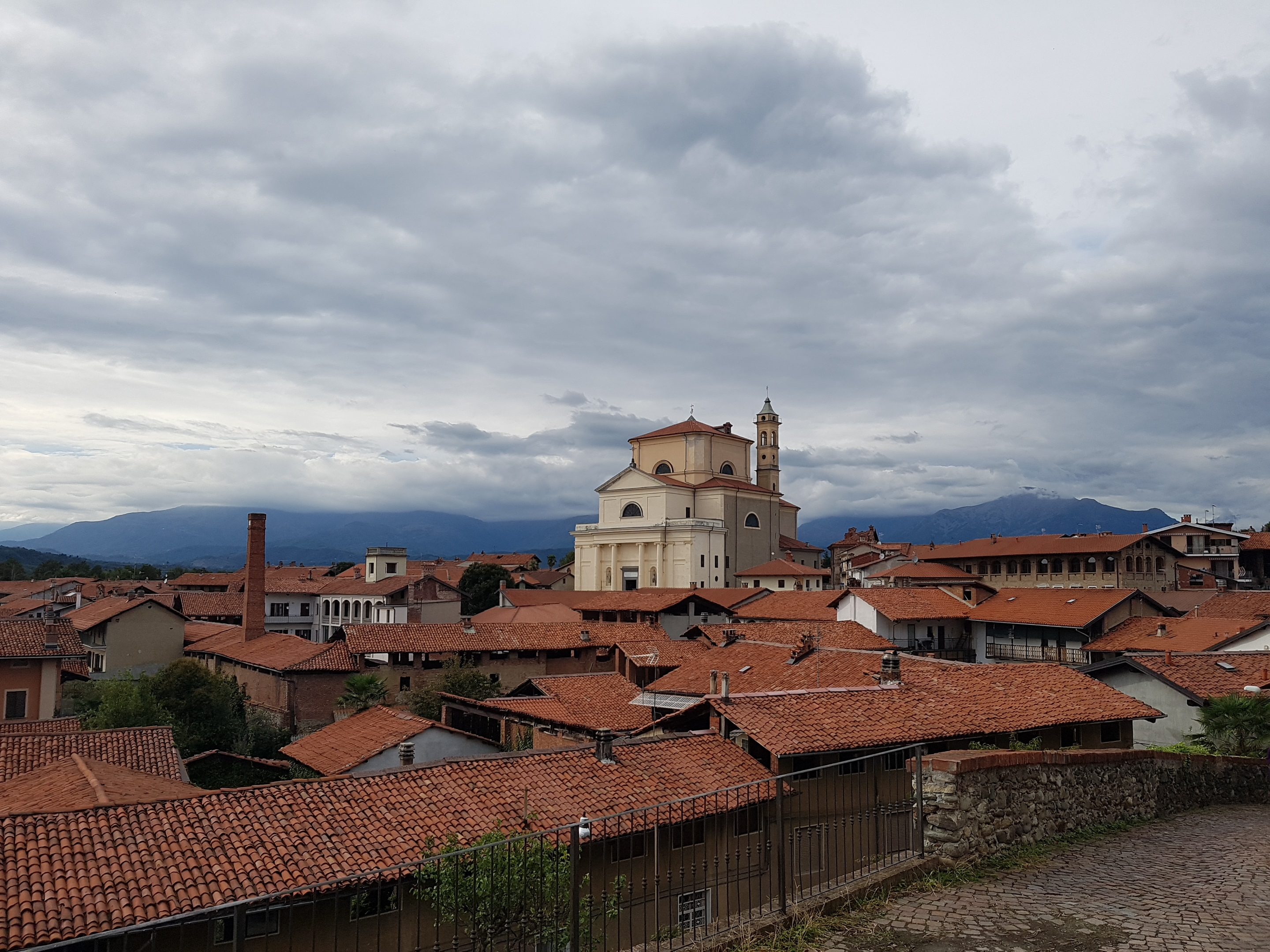
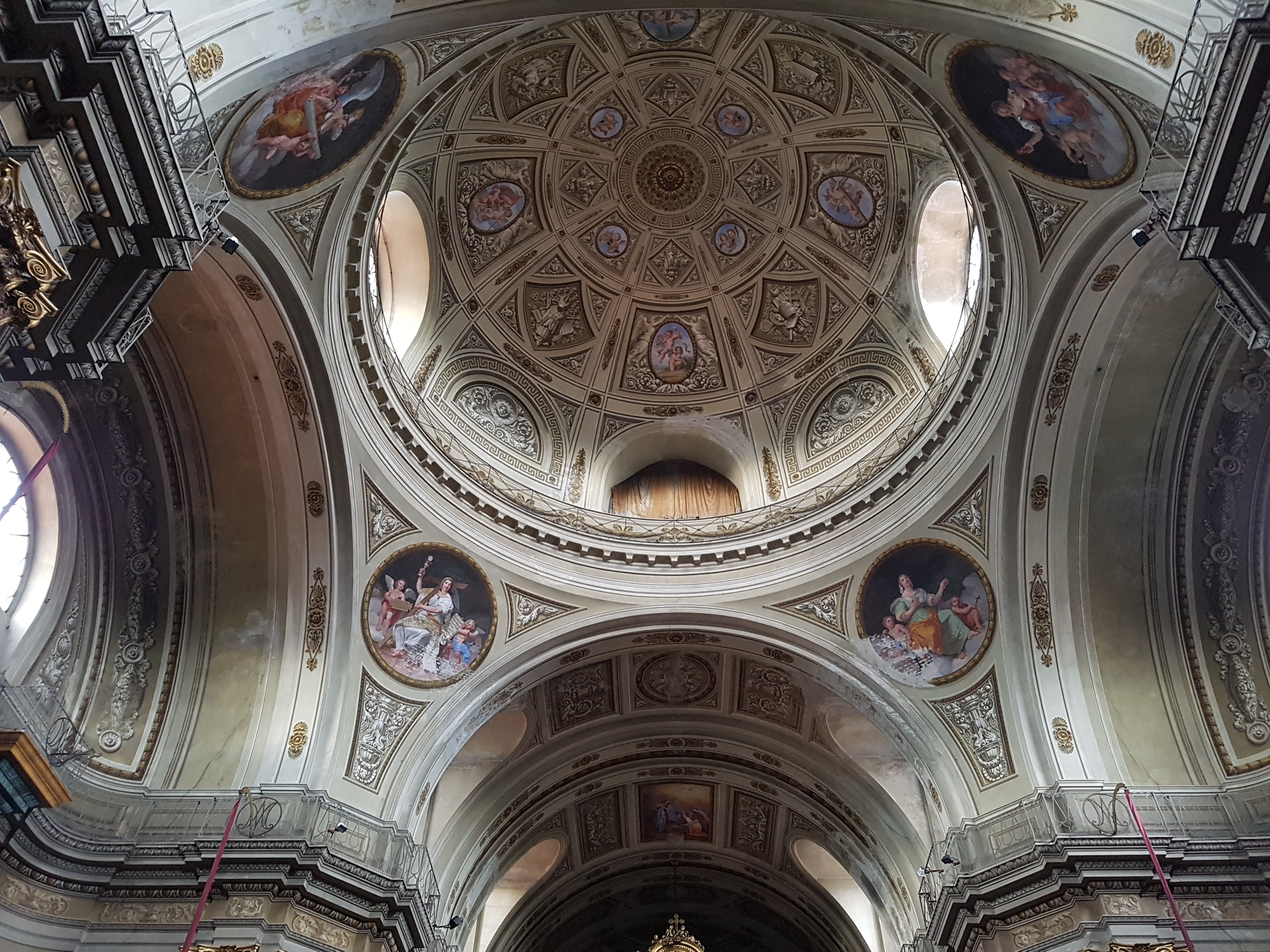
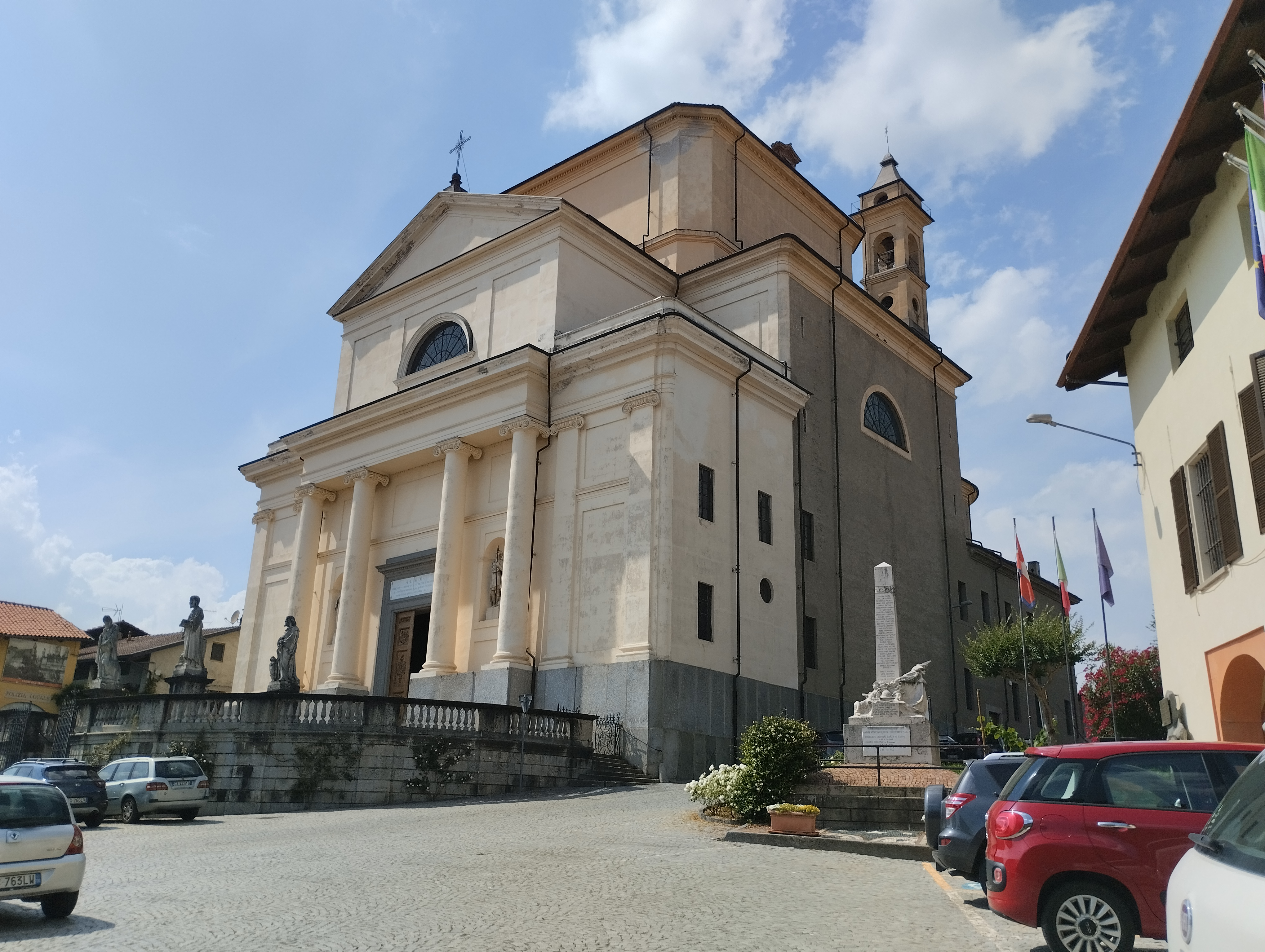